# پلین‌فیلد (ایلینوی)
پلینفیلد (به انگلیسی: Plainfield) یک روستا در ایالات متحده آمریکا است که در شهرستان ویل، ایلینوی قرار دارد. پلینفیلد ۶۵٫۷۵ کیلومتر مربع مساحت و ۳۹٬۵۸۱ نفر جمعیت دارد.